# Coupe Clare Benedict
La coupe Clare Benedict était un tournoi d'échecs par équipes durant lequel s'affrontaient des équipes nationales d'Europe de l'Ouest et du Nord. Elle s'est déroulée 23 fois, de 1953 à 1979.

## Aperçu et histoire

### Fondation
Clare Benedict (1871–1961), autrice et mécène originaire de Cleveland, dans l'Ohio, est un parent éloigné de l'auteur James Fenimore Cooper. Elle emménagea en Suisse en 1945, où elle fonda le tournoi.
Clare Benedict passe ses dernières années sur le lac des Quatre-Cantons où elle rencontre Max Euwe. Le champion néerlandais l'aide alors à contacter Alois Nagler, un joueur d'échecs suisse, et la Société d'échecs de Zurich, des partenaires qui apprécient sa vision d'un tournoi des nations pacifiques dans un cadre raffiné et sophistiqué,.
La coupe Clare Benedict se jouait sous forme de tournoi toutes rondes, où toutes les équipes se rencontraient. Chaque équipe était composée de quatre joueurs et d'un remplaçant. Le tournoi se joua sur cinq échiquiers lors de la première édition de 1953. Dans le règlement d'origine, il était indiqué que le tournoi mettrait aux prises six équipes. Cependant, ce nombre fut porté à huit équipes lors des dernières éditions. Les équipes étaient classées en fonction des points de partie. 
En 1954, à Zurich, la nature du tournoi fut différente. D'un tournoi entre équipes nationales, il fut un "simple" tournoi entre 12 joueurs. Le grand maître allemand Lothar Schmid prit la première place, suivi du Suisse Erwin Nievergelt et enfin de l'ex-champion du monde Max Euwe. C'est la seule édition qui s'est jouée selon cette formule.

## Pays participants
| Pays       | Nombre de participations | Victoires | Hôtes |
| ---------- | ------------------------ | --------- | ----- |
| Belgique   | 0 2                      | 0 0       | 0 0   |
| Danemark   | 0 4                      | 0 1       | 0 1   |
| Allemagne  | 21                       | 12        | 0 2   |
| Angleterre | 18                       | 0 2       | 0 2   |
| France     | 0 2                      | 0 0       | 0 0   |
| Italie     | 10                       | 0 0       | 0 0   |
| Pays-Bas   | 21                       | 0 5       | 0 0   |
| Norvège    | 0 1                      | 0 0       | 0 0   |
| Autriche   | 23                       | 0 1       | 0 1   |
| Écosse     | 0 1                      | 0 0       | 0 0   |
| Suède      | 0 2                      | 0 0       | 0 0   |
| Suisse     | 23                       | 0 1       | 15    |
| Espagne    | 17                       | 0 1       | 0 2   |

## Résultats
L'Allemagne mentionnée dans le tableau est l'Allemagne de l'Ouest.
| #  | Année | Ville hôte              | 1re place  | 2e place   | 3e place                     |
| -- | ----- | ----------------------- | ---------- | ---------- | ---------------------------- |
| 1  | 1953  | Mont Pèlerin, Suisse    | Pays-Bas   | Autriche   | Suisse                       |
| 2  | 1955  | Mont Pèlerin, Suisse    | Pays-Bas   | Suisse     | Autriche                     |
| 3  | 1956  | Lenzerheide, Suisse     | Allemagne  | Pays-Bas   | Italie                       |
| 4  | 1957  | Berne, Suisse           | Allemagne  | Pays-Bas   | Autriche                     |
| 5  | 1958  | Neuchâtel, Suisse       | Suisse     | Espagne    | Allemagne                    |
| 6  | 1959  | Lugano, Suisse          | Allemagne  | Espagne    | Autriche                     |
| 7  | 1960  | Biel, Suisse            | Allemagne  | Angleterre | Suisse                       |
| 8  | 1961  | Neuhausen, Suisse       | Autriche   | Allemagne  | Angleterre                   |
| 9  | 1962  | Berne, Suisse           | Allemagne  | Espagne    | Angleterre                   |
| 10 | 1963  | Lucerne, Suisse         | Allemagne  | Pays-Bas   | Angleterre                   |
| 11 | 1964  | Lenzerheide, Suisse     | Allemagne  | Pays-Bas   | Autriche                     |
| 12 | 1965  | Berlin-Ouest, Allemagne | Allemagne  | Espagne    | Pays-Bas                     |
| 13 | 1966  | Brunnen, Suisse         | Pays-Bas   | Espagne    | Allemagne                    |
| 14 | 1967  | Leysin, Suisse          | Allemagne  | Espagne    | Angleterre                   |
| 15 | 1968  | Bad Aibling, Allemagne  | Allemagne  | Pays-Bas   | Angleterre                   |
| 16 | 1969  | Adelboden, Suisse       | Pays-Bas   | Suisse     | Allemagne Angleterre Espagne |
| 17 | 1970  | Paignton, Royaume-Uni   | Espagne    | Angleterre | Allemagne                    |
| 18 | 1971  | Madrid, Espagne         | Pays-Bas   | Angleterre | Espagne                      |
| 19 | 1972  | Vienne, Autriche        | Allemagne  | Pays-Bas   | Espagne                      |
| 20 | 1973  | Gstaad, Suisse          | Allemagne  | Angleterre | Danemark                     |
| 21 | 1974  | Cala Galdana, Espagne   | Angleterre | Allemagne  | Suisse                       |
| 22 | 1977  | Copenhague, Danemark    | Danemark   | Angleterre | Suède                        |
| 23 | 1979  | Cleveland, Angleterre   | Angleterre | Allemagne  | Pays-Bas                     |